# Rune Wall
Rune Wall, född 1953 i Kristinehamn, är en svensk skulptör, grafiker och tecknare.
Wall studerade vid  Kyrkeruds estetiska linje 1975-1977 och vid Konstfackskolan i Stockholm 1984-1989. Hans konst består av skulpturer, grafik och teckningar.
Bland hans offentliga arbeten märks utsmyckningen för Dahlidens vårdcentral i Kil, Riksbyggen i Karlskoga och Vintergatan i Kristinehamn.
Han har tilldelats Kristinehamns kommuns kulturstipendium, Värmlands konstförenings ungdomsstipendium och Statens bildkonstnärsfonds arbetsstipendium och Värmlands konstförenings Thor Fagerkvists stipendium. Wall är representerad vid Statens Konstråd, Värmlands läns landsting, Kopparbergs läns landsting, Örebro läns landsting, Stockholms läns landsting samt ett flertal kommuner i Värmland, Närke och Dalarna.